# American Society of Cinematographers
La American Society of Cinematographers (ASC), o Sociedad Americana de Directores de Fotografía, fundada en 1919, es una organización educativa, cultural y profesional. No es un sindicato ni un gremio, y la afiliación a la ASC se realiza únicamente por invitación. Sólo pueden formar parte directores de fotografía y expertos en efectos especiales con créditos de renombre en la industria del cine. 
Los miembros pueden poner las siglas A.S.C. después de sus nombres. La afiliación a la ASC se ha convertido en uno de los mayores honores que puede conseguir un director de fotografía, siendo una marca de prestigio y distinción. La ASC tiene cerca de 340 miembros en la actualidad y continúa creciendo.

## Orígenes
Su historia se remonta al Cinema Camera Club en Nueva York, fundada por Arthur Charles Miller, Phil Rosen, y Frank Kugler. Arthur Miller y su hermano, William Miller, ambos cineastas de Nueva York, fundaron juntos una asociación de trabajadores de la industria del cine, la Motion Picture Industry Union. Arthur Miller se marchó a trabajar a Hollywood, California, un año después de formar la Motion Picture Industry Union.  La sede de la ASC se mudó a California en enero de 1919 por decisión de Miller, y anuncia ser la "asociación de cineastas más antigua en el mundo que sigue funcionando hoy en día".

## Miembros fundadores
- Phil Rosen
- Jaime Gómez
- William C. Adoptivo
- L. D. Clawson
- Eugene Gaudio
- Walter L. Griffin
- Roy H. Klaffki
- Charles Rosher
- Victor Milner
- Joe August
- Arthur Edeson
- Fred Leroy Granville
- J. D. Jennings
- Robert S. Newhard
- L. Guy Wilky